# كينغسليو أومونجبو
كينغسليو أومونجبو (بالإنجليزية: Kingsley Umunegbu)‏ (28 أكتوبر 1989 بزاريا في نيجيريا - ) هو لاعب كرة قدم نيجيري في مركز الهجوم. لعب مع إيه سي ميلان ونادي بولونيا ونادي ساليرنيتانا ونادي فاريسي ونادي كياسو وAC Renate ‏ وPortogruaro Calcio ASD ‏ ونادي سيراين.

## وصلات خارجية
- كينغسليو أومونجبو على موقع قاعدة بيانات كرة القدم.إي يو (الإنجليزية)
- كينغسليو أومونجبو على موقع عالم كرة القدم.نت (الإنجليزية)